# モニカ・ハヴェルカ
モニカ・ハヴェルカ（Monica Havelka、1956年4月21日 - 2009年7月12日）は、アメリカ合衆国のカリフォルニア州のサンタアナ出身の女子バスケットボール選手、ボート（ローイング）選手。
カルフォルニア州に生まれた彼女は、カリフォルニア州立大学ロングビーチ校時代に1000得点と1000リバウンドを記録しており、同大学の女子においては未だ3人しか達成しておらずそのうちの最初の達成者である。1977年に開催されたユニバーシアードにはアメリカ代表として出場し、銀メダルを獲得している。1976年のモントリオールオリンピックで女子バスケットボール競技がオリンピックの正式種目になった際には代表候補に選ばれたが、最終選考において落選した。
ヨーロッパに渡り1年プレーした後、帰国後ボート競技にも取組み始めた。1983年のパンアメリカン競技大会ではキャシー・ティペットと共にダブルスカルに出場し金メダルを獲得している。1988年の1月には転倒事故により両腕を骨折したものの、同年の9月に開催されたソウルオリンピックではキャシー・ティペットとともに決勝へと進み、6位になっている。
2007年9月に頭痛と失神の症状を訴え、病院で膠芽腫との診断を受けた。2009年7月12日、死去。